# アル＝ケ＝スナンの王立製塩所

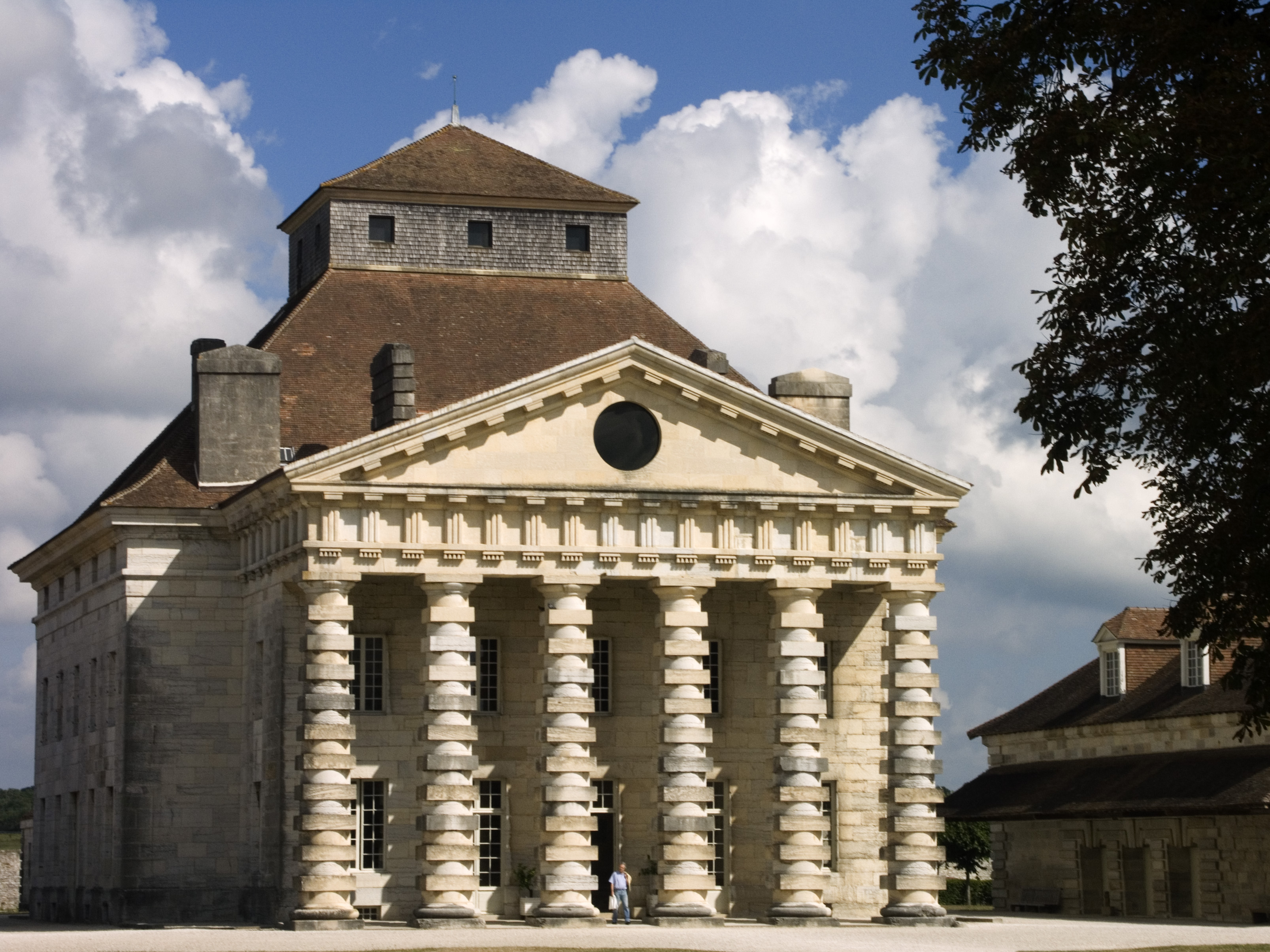
アル＝ケ＝スナンの王立製塩所

アル＝ケ＝スナンの王立製塩所は、フランス東部のドゥー県アル＝ケ＝スナン市にある旧製塩所で、創造力豊かな建築家クロード・ニコラ・ルドゥが都市計画まで視野に入れて手がけた建築物。この製塩所はサラン＝レ＝バンやロン＝ル＝ソーニエの旧式の製塩所に取って代わるものだった。
理想の工業都市を追求する形で円形の都市が計画されていたにもかかわらず、半円状で工事は中断された。しかし、その計画性は当時の都市計画を偲ばせるものと評価され、ユネスコの世界遺産に登録された。製塩所としての操業は19世紀末で停止しており、現在は博物館や資料館として公開されている。

## 18世紀の歴史的背景
当時、食塩は肉や魚などの保存に用いられていたため、相対的に需要の高い食品であった。ガベル（塩税）(fr)という塩の消費に応じた税金がかけられており、徴税請負事務局 (ferme générale) に徴収されていた。フランシュ＝コンテには地下に岩塩の鉱脈があり、相対的に富裕だった。この地方には、塩用の井戸が多くあり、取り出した塩水をボイラーで沸騰させて塩を精製していた。そのボイラーを焚くために薪が必要とされ、近隣の森林から切り出されていた。当時、サラン＝レ＝バンやモンモロには多くの井戸やボイラーがあったが、薪の伐採が続いた結果、近隣の森林資源は乏しいものとなっていった。その結果、燃料はどんどん遠くから調達しなければならなくなり、コストが高くなっていった。さらに時が経つと、塩水濃度の低下にも見舞われた。一定期間、王属の専門家たちは « petites eaux » を使うことを研究していたが、1773年4月の御前会議 (le conseil du Roi) で取りやめることが決議された。また、サラン＝レ＝バンの谷あいに鹹水製造所 (bâtiment de graduation) を建てることも不可能になった。

## 建造と決定
クロード・ニコラ・ルドゥは1771年9月20日に、ルイ15世から、ロレーヌとフランシュ＝コンテの製塩所の監視官 (Commissaire aux salines de Lorraine et de Franche-Comté) に任命された。1773年には、デュ・バリー夫人の後押しで王立建築アカデミー (l'Académie royale d'architecture) の会員にも推挙された。彼は既に徴税請負事務局の建築家だったこともあり、「王室建築家」 (Architecte du Roi) の称号を手に入れることができた。そうして、アル＝ケ＝スナンの製塩所の建築計画は、ルドゥに委ねられたのである。
彼は監視官としてフランス東部の様々な製塩所を検視していた。それを通じて、彼は能率的な工場を思い描いていたので、実はルイ15世から計画を委託されるよりも早く、最初の計画案を練っていたのである。その計画案は、他の製塩所、特にロン＝ル＝ソーニエやサラン＝レ＝バンのものに触発されていた。

### 最初の計画

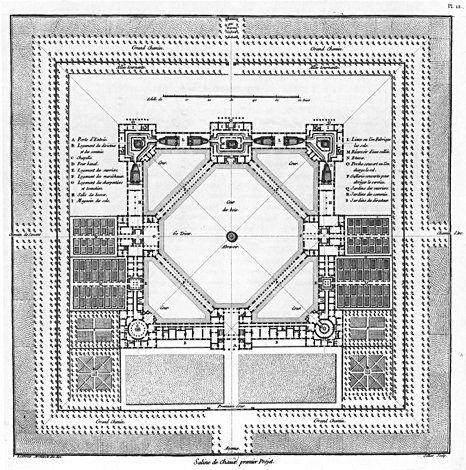
最初の計画の図面（« L'architecture considérée sous le rapport de l'art, des mœurs et de la législation », Paris, 1804　より）

国王から委託されるより先に、ルドゥは最初の製塩所の計画を立てていた。しかし、その時点では、どこに建てるのかなどは一切考慮されていなかったため、彼はその計画が含む難点などを煮詰めることがないまま放置していたが、この計画は1774年4月にルイ15世に提出された。
この計画は非常に野心的かつ革新的なものであった。ルドゥは厳格に幾何学的な設計を適用した。まず、中心に巨大な正方形の広場を作り、これを壁で囲む。その周りに単一の様式の様々な建物を配し、互に柱廊で結ぶ。そして作業の円滑化のために、広場を回廊で斜めに仕切り、八角形にする（図面参照）。建物には多くの円柱が用いられ、回廊には144本のドーリア式円柱が用いられていた。
計画では、さらに中央の四角い広場は製塩所の燃料用の薪の貯蔵に用いられ、各隅には四角い三階建ての離れがあった。それらには守衛室、礼拝堂、パン屋など、製塩所の生活に必要な機能が備わっていた。ほかウイングには蹄鉄工や樽工の作業場があり、奥には工場 (fabrique) があった。また、被雇用者たちに金銭的なものとは別のフォローとしての役割を持つ庭園があり、盗難防止用の頑強な外壁がめぐらされていた。
これは壮大豪華な計画であったが、それがかえって計画の挫折に結びついた。当時の産業建築物にこれほど大規模なものはなかったので、ルドゥの同時代人は驚いたし、国王は宮殿や寺院でもないのに円柱を配していることなどに疑問を呈し、計画を拒否した。さらに、当時は礼拝堂を隅に配置することはけしからぬことであると見なされていた。後にルドゥもこの計画を自己批判した。
計画上の平面図は全体的に病院、修道院、大農場など、古典的な共同体住環境をトレースしたものであった。他方で、四角に区切られた計画図は、古代ローマの建築家  Vitruve による古代建築以来の欠点を持っていた。それはつまり火事が広がりやすいこと、相対的に不衛生になること、中庭が必然的に日陰になってしまうことなどである。この計画が地理的・地質的な制約を考慮していないことも批判材料となった。

### 公的な決定

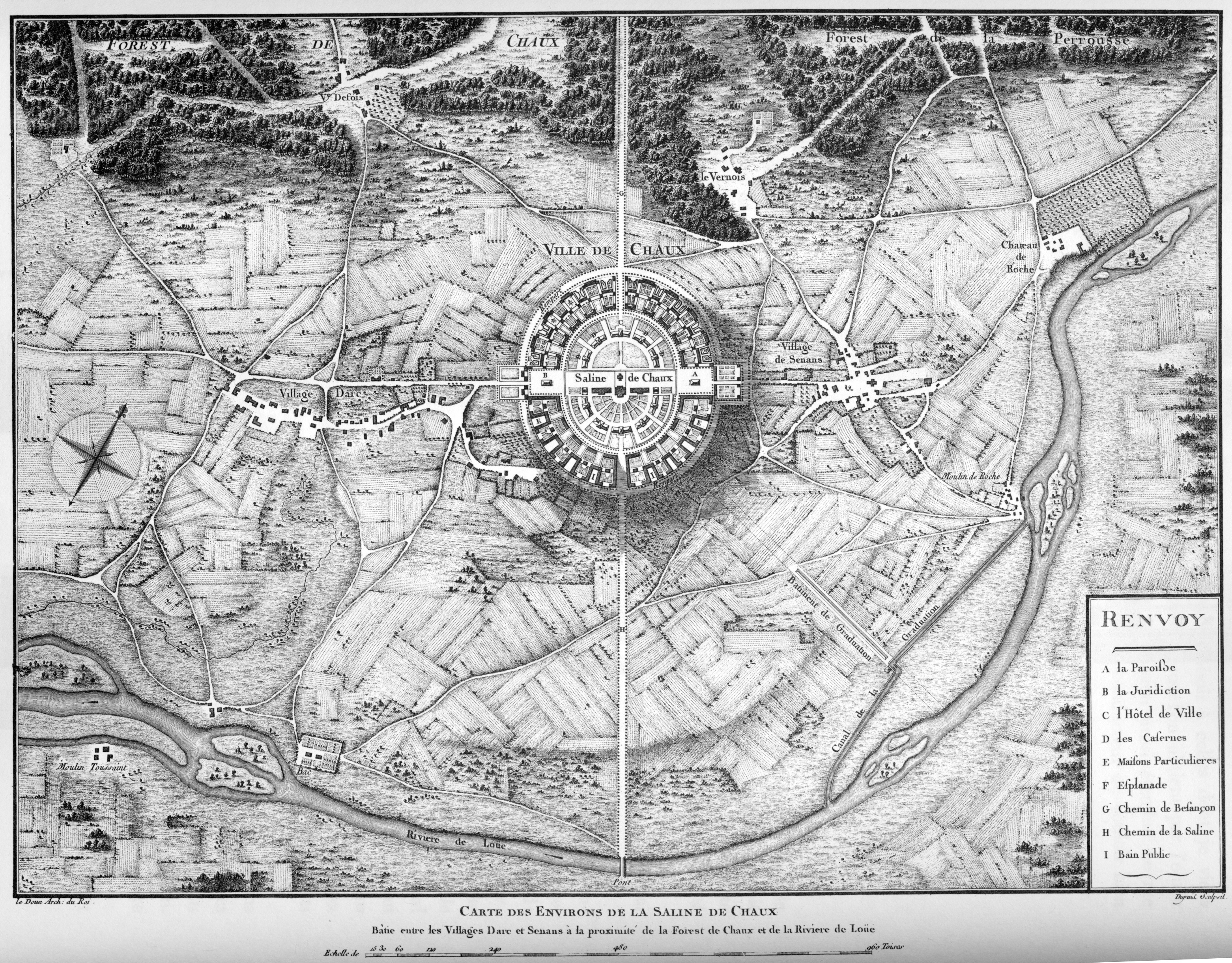
ショー製塩所の周辺図（1804年）

新しい製塩所を建設するということは、1773年4月29日に決議された。建設予定地は、徴税請負事務局の監督下にある技術委員会によって決定された。その予定地となったのが、旧アルク村と旧スナン村の間（現在両村は合併してアル＝ケ＝スナン）である。ここが選ばれた理由はいくつかある。まずは、平地であり、ルー (Loue) や4万アルパン(204.26km2)以上の広さを持つショーの森に近いことである。次に、大陸の中央部に位置し、ドール運河で地中海と連絡しており、ライン川を通れば北海やアントウェルペン湾に出られる交通の便のよさもある。加えて、当時スイスの塩需要が大きかったため、この国に近かったことも要因となった。計画では年間6万トンの塩生産を見込んでいた。
同じ年に、王は利益を求めて、« Manutention générale des Salines » にジャン＝ルー・モンクラール (Jean-Roux Monclar) を中心とする企業家集団を加え、彼らに24年間の使用許可を与えた。モンクラールは収益を意識していたために、ルドゥの最初の計画を拒否した。国王によって認可されることになる建設計画は、製塩所の資金調達と建設を、使用許可も込みでモンクラールに委ねたのである。ルドゥは最初の計画案とは全く異なる第二案を提示することで面目を保った。
ルイ15世は、崩御（1774年5月10日）の直前の同年4月27日にこの計画を認可した。10月28日には Trudaine によって計画に署名がなされた。

### 建設
建設用地の取得と工事は程なく始まった。しかし、製塩所の建設状況がどのようなものであったかを、現存する古文書類から詳細に窺い知ることは出来ない。大要は以下の如くである。
礎石は聖土曜日であった1775年4月15日の式典で置かれ、工事は1779年まで続いた。ゆえに当時の慣例からすれば、大建造物 (le gros œuvre) と土台は前もって出来ていたのだろう。大建造物は程なくして完成し、内装に未完成部分はあったものの、工場の最初の試運転は1778年秋から始まった。
モンクラールと徴税請負事務局の間で交わされた契約書にあるとおり、製塩所の経営は1779年に始まった。周りの道路網は国立土木学校から派遣された若手研究員たちによって研究され、アルク村とスナン村をつなぐ道は、自由に使える労働力 (la main-d'œuvre corvéable à merci) によって石が敷き詰められた。さらに、このルートは、スイス方面への出口を保証する重要なものでもあった。企業家モンクラールは、冬の間は製塩所の土木工事夫を土木工事に従事させた。徴税請負官オードリーによれば、支出は1778年以前に見積もられていたものの2倍に上ったという。

## 建築物

### 塩水用暗渠
サラン＝レ＝バンの井戸から « petites eaux » を製塩所に引き入れるために、導管が作られた。これはフュリウーズやルーの道筋に沿って 21kmにわたって続く、もみの木で出来た運河であった。これは時間の経過による劣化や凍結、盗難などの対策として、地下に埋設されていた。さらに、より安全を保つために暗渠に沿って10箇所に守衛の詰め所が置かれていた。これは同時にいわば「塩税吏の道」を形成するもので、詰め所ごとに塩水の流量と濃度が測定され、結果は土曜日ごとに製塩所に送られた。塩税吏たちは「偽塩商人」と揶揄されていた盗人たちにも対応する必要があった。彼らは塩を盗むために暗渠に穴を開けたりしていたのである。
暗渠には高低差 143mの傾斜が付けられていた。材料のもみの幹は中心が刳り貫かれており、はめ込みやすいように鉛筆状に先が尖らせてあった。はめ込みに際しては鉄の輪が併用され、しっかりとつながれていた。材料にもみが選ばれたのは、胴回りの太さと中心部が相対的に柔らかいことによる。こうして中心を刳り貫かれたもみは« bourneaux » と呼ばれていた。
絶えず工事が行われていたにもかかわらず、たくさんの割れ目が存在し、多くの塩水が流失した。その量はおよそ 30%にのぼったと見積もられている。つまり、毎日13.5万Lの塩水がサランから送られていたが、その無視できない量が失われていたのである。1788年からは暗渠は木製から鋳鉄製に替えられた。今日でも、サラン方面から数えて2番目の詰め所であるプティット・ショーミエールは存在している。

### 建物

#### 鹹水製造所と貯水槽

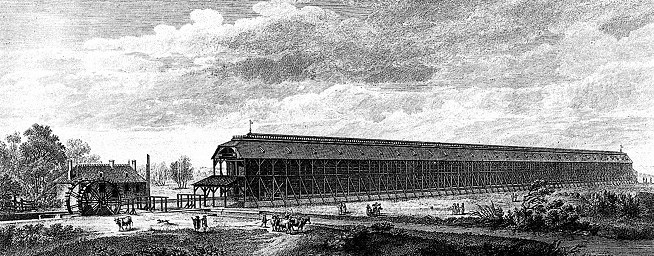
鹹水製造所からの眺め

鹹水製造所 (bâtiment de graduation) は1920年に壊された。建設当時は塩水を蒸発させて塩を集めるための建物だった。当時は木製の大きな骨組みで、全長は496m、高さは7mで、風が通るようになっていた。5mの高さのところに中空のパイプがあり、運ばれてきた塩水が流れ込むようになっていた。蒸発の時には風通しの良さがそれを後押しした。塩水は軽く傾斜をつけた溝付きのもみの厚板の上を流れて集められるようになっており、鹹水の濃度を高めるために、この作業が何度も繰り返された。その上で、鹹水は深さ5m、容積20万Lの水槽に集められた。この水槽は2000m3のカバーで覆われ、監視所が併設されていた。

#### その他の建物
- 製塩所長宅 (La maison du directeur)
- 塩税事務所 (Les bâtiments des commis et de la gabelle)
- 守衛の詰め所
- 厩舎
- 蹄鉄工場
- 樽工場
- 庭園

### 建築様式など
ルドゥは本来、所長宅を中心として周辺に工場や労働者住宅が配置されているような、直径 370mの円形の都市計画を立てていたが、資金難などから半円状の建造物群で納得する形になった。
所長宅の正面は柱廊を備えた作りになっていて、アンドレーア・パッラーディオが手がけたヴィチェンツァ近郊の「ラ・ロトンダ」の様式を思い起こさせるものである。
フランス革命期に投獄されたルドゥは、製塩所を取り囲むショーの理想都市を思い浮かべていた。それは革命期以降に不遇をかこっていたルドゥの図面の中に見ることが出来る。

## 操業停止後の製塩所
製塩所は革命期以降も存続したが、その経営は、生産効率が当初予想を下回ったことから苦しいものとなった。加えて、鉄道で運ばれた海水由来の塩との競争にもさらされたことや、製塩所の原料供給元である井戸には不純物が多かったことなどもあって、1895年に閉鎖され、荒れていった。1918年には落雷が原因で所長宅と礼拝堂が火事に遭った。
こうした惨状に対し、1923年になると、製塩所を史跡にしようとする動きも出てきた。長い予備審査を経て、1926年に史跡委員会によって好意的な決定が下された。当時、製塩所を所有していたのは、東部製塩所組合 (société des Salines de l'Est) だったが、彼らはこの決定に冷淡だった。1926年4月29日には建物の一部がダイナマイトで爆破され、周辺の木々も伐られた。こうしたこともあって、1927年にはドゥー県が買い取り、1930年から修復も行われた。
第二次世界大戦中には軍隊の駐屯地などにもなったが、そんな中での1940年2月20日に史跡に加えられたことが官報で公示された。
その後も地元の芸術家、作家、ジャーナリストたちが、世論や当局の関心を集めるためにキャンペーンを行ったりした。そして、1982年にはユネスコの世界遺産に登録された。
今日、施設は一般に公開されているが、そこには二つの展示館が存在している。ひとつは旧樽工場で、ここはルドゥー記念館 (le musée Ledoux) になっており、実現しなかったものの未来を先取りしていた数々の建築計画が、模型として展示されている。もうひとつは旧製塩工場群 (les bâtiments des sels) で、当時の姿を偲ぶ展示がされている。

## 世界遺産
1982年に「アル＝ケ＝スナンの王立製塩所」として世界遺産に登録された。2009年にサラン＝レ＝バンの大製塩所を加える形で拡大登録され、「サラン＝レ＝バンの大製塩所からアル＝ケ＝スナンの王立製塩所までの煎熬塩の生産」と改称された。これらはともに煎熬（せんごう。釜で塩水を煮詰めて塩を得ること）による製塩施設である。

## ギャラリー

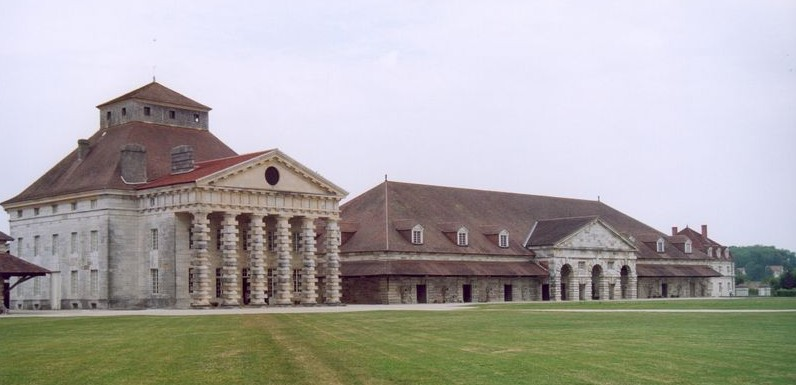
所長宅正面と作業場
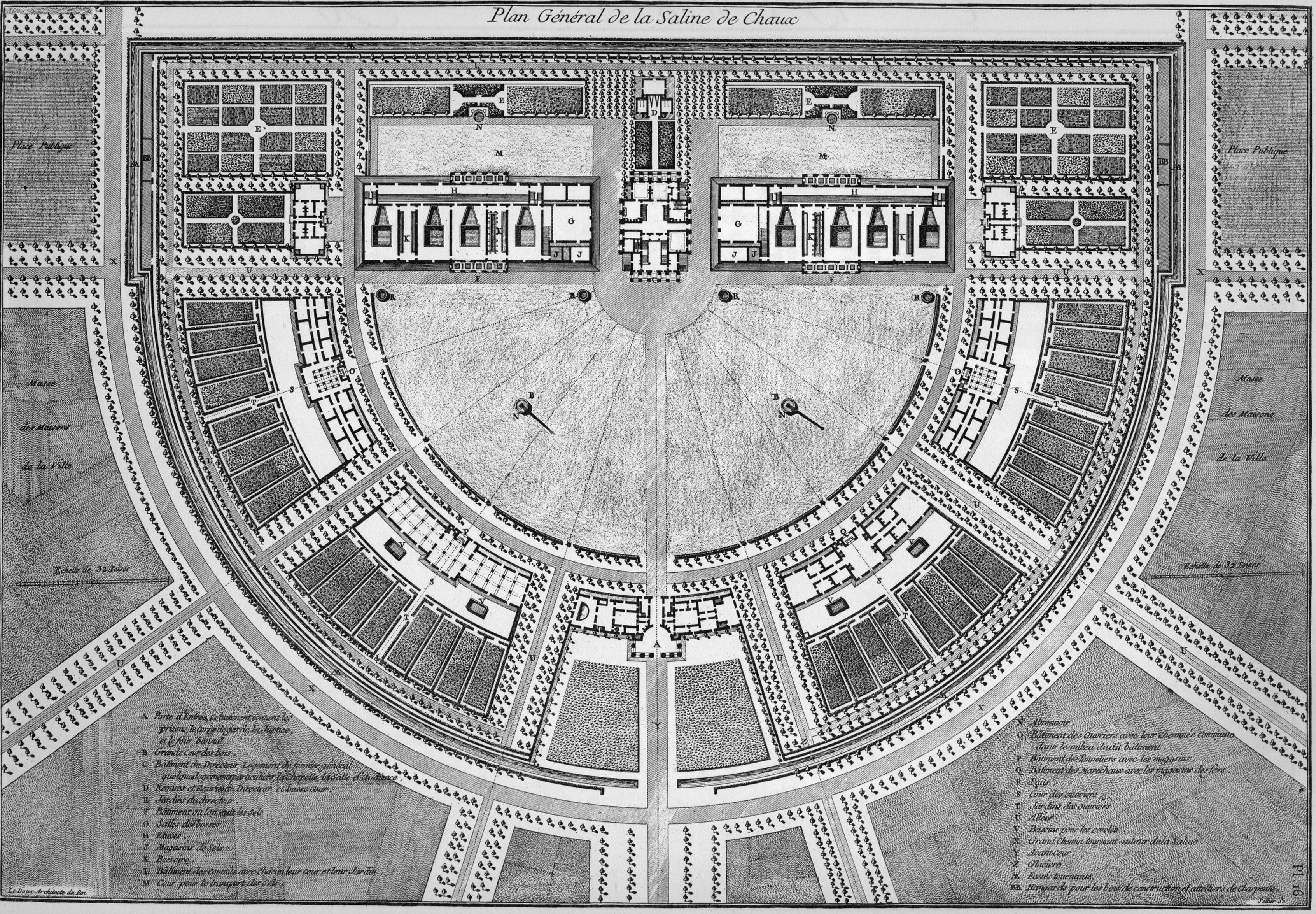
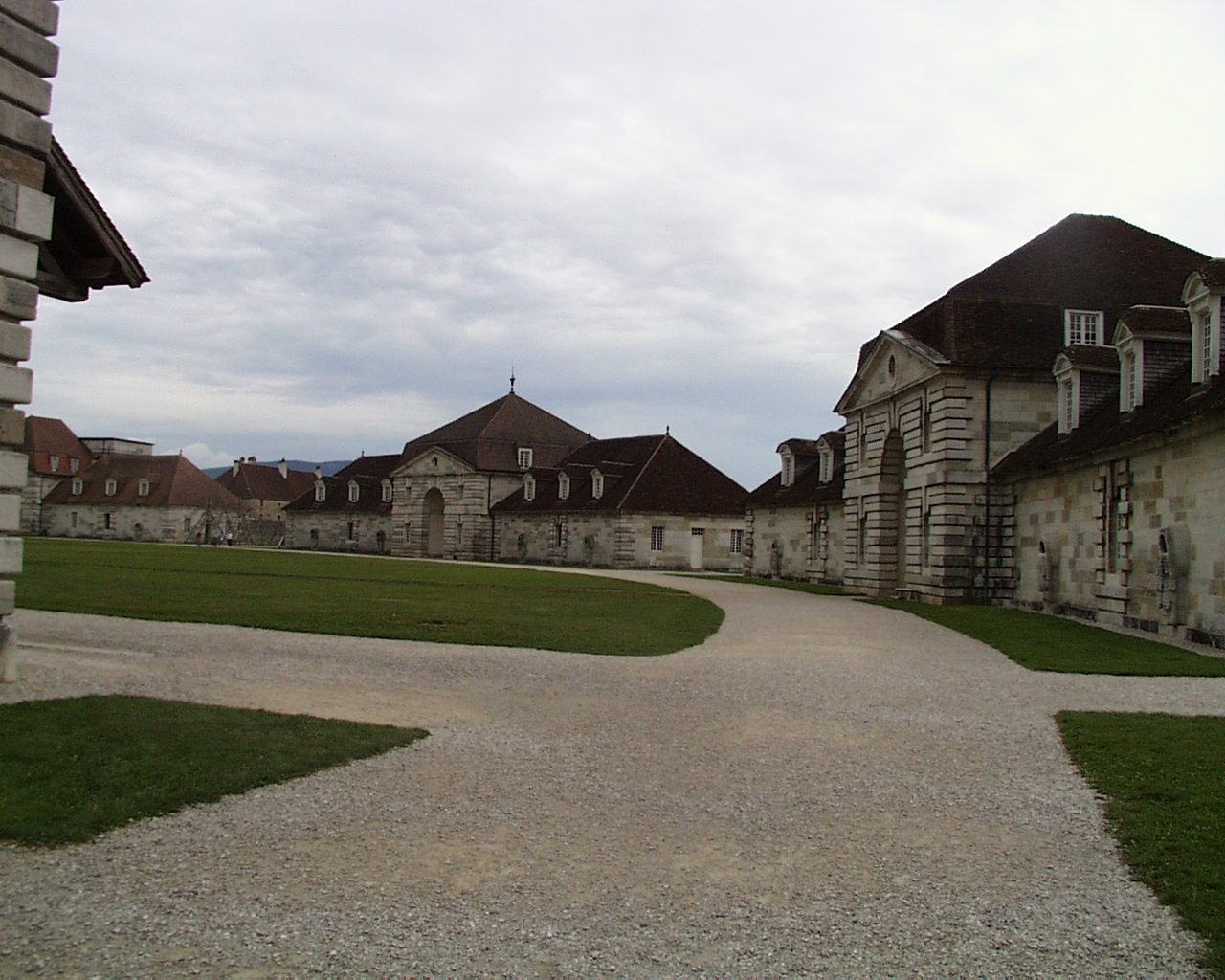
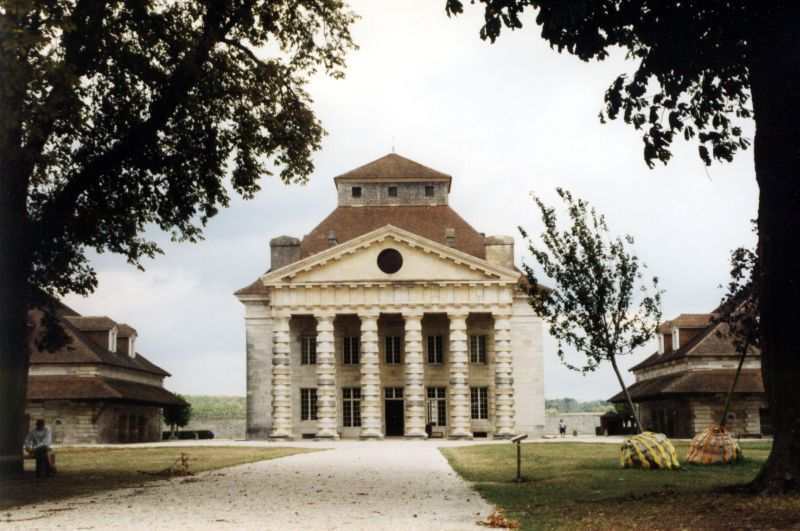
所長宅
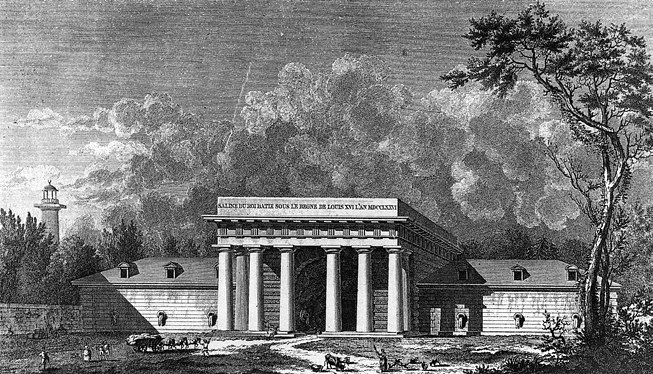
所長宅正面
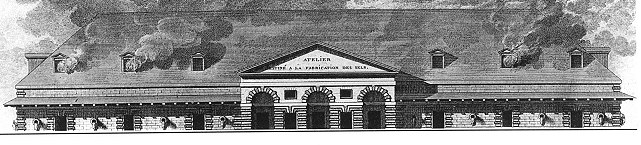
作業場
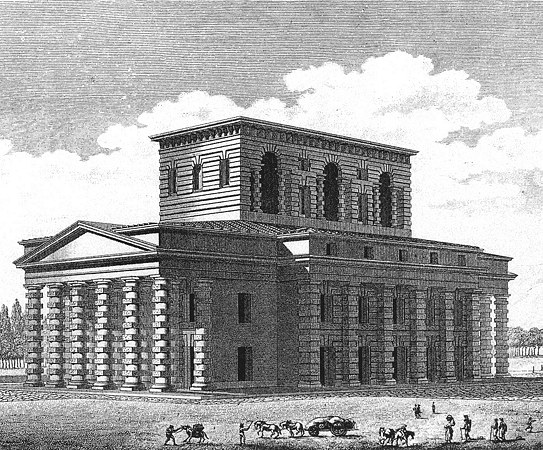
所長宅正面装飾の図面

## 注
1. ↑  Jean-François Bergier, L'étonnante histoire des salines royales d'Arc-et-Senans, dans « Une histoire du sel », Office du livre, Fribourg, 1985, ISBN 2130378218
2. 1 2 3  Daniel Rabreau, Du sel et de l'utilité d'une saline royale, dans « La saline royale d'Arc-et-Senans; un monument industriel : allégorie des Lumières », Belin Herscher, Paris, 2002, ISBN 2701125588
3. ↑  Sefrioui A., Plans et projets pour la saline royale, dans « La Saline royale d'Arc-et-Senans », Éditions Scala, Paris, 2001, ISBN 2866562720
4. ↑  Architecture de production, dans « Ledoux », Anthony Vidler, Fernand Hazan, Paris, 1987, ISBN 2850251259
5. 1 2  Jean-François Bergier, L'étonnante histoire des salines royales d'Arc-et-Senans, dans « Une histoire du sel », Office du livre, Fribourg, 1985, ISBN 2130378218
6. ↑  Daniel Rabreau, L'architecture du roi et les monuments du progrès, dans « Claude-Nicolas Ledoux », Éditions du patrimoine, Paris, 2005, ISBN 2858228469
7. ↑  Michel Galler, L'usine royale, dans Catalogue de l'exposition « Ledoux et Paris », Éditions Rotonde de la Vilette, Paris, 1979, ISBN 2-7299-0019-5
8. ↑  Les contrebandiers du sel, dans « Pays Comtois », novembre 2003 ,オンラインジャーナル
9. ↑  Acheminer l'eau, d'après le « Service éducatif de la saline » オンラインジャーナル
10. ↑  De l'utopie à la réalité, dans « La fabuleuse histoire du sel », André Besson, Collection Archives vivantes, éd. Cabédita, 1998, ISBN 2882952317